# Talgat Temenov
Talgat Temenov (en cyrillique Талгат Досымгалиевич Теменов), est un cinéaste kazakh, né le 23 novembre 1954 dans le District d'Enbekchikazakh, alors en Union soviétique.
Il fait partie des réalisateurs de la Nouvelle Vague du cinéma kazakh.

## Filmographie
- 1986 : Toro (Торо) (court métrage)
- 1989 : Un louveteau parmi les hommes (Волчонок среди людей)
- 1991 : Begouchtchaïa michen (Бегущая мишень)
- 2012 : Moï grechny anguel (Мой грешный ангел), avec Gérard Depardieu